# Game Developers Conference
Game Developers Conference (GDC) är en årligt återkommande konferens för datorspelsutvecklare. Evenemanget inkluderar bland annat prisuppvisningarna Independent Games Festival och Game Developers Choice Awards. 2008 års tillställning hade 18 000 besökare. 

## GDC-konferenser
| Konferens       | Plats                       | Datum                     |
| --------------- | --------------------------- | ------------------------- |
| GDC Austin 2009 | Austin, Texas               | 15–18 september, 2009     |
| GDC China 2009  | Shanghai, Kina              | 11–13 oktober 2009        |
| GDC 2010        | San Francisco, Kalifornien  | 9–13 mars 2010            |
| GDC Canada 2010 | Vancouver, British Columbia | 6–7 maj 2010              |
| GDC Europe 2010 | Köln, Tyskland              | 16–18 augusti 2010        |
| GDC Online 2010 | Austin, Texas               | 5–8 oktober 2010          |
| GDC China 2010  | Shanghai, Kina              | 5–7 december 2010         |
| GDC 2011        | San Francisco, Kalifornien  | 28 februari – 4 mars 2011 |